# Sibusiso Sishi
Sibusiso Sishi (ur. 22 czerwca 1985) – południowoafrykański lekkoatleta specjalizujący się w biegach sprinterskich. 
W 2008 zajął 8. pozycję w Mistrzostwach Afryki, na dystansie 400 m. W tym samym roku, na Mistrzostwach Afryki, wywalczył złoty medal ze sztafetą 4x400 m. W 2010 zdobył wicemistrzostwo kraju w biegu na 400 m.

## Rekordy życiowe
| Konkurencja   | Rezultat | Data        | Miejsce     |
| ------------- | -------- | ----------- | ----------- |
| Bieg na 400 m | 45,84    | 2 maja 2008 | Addis Abeba |